# Saint-Martin-des-Champs (Borgogna-Franca Contea)
Saint-Martin-des-Champs è un comune francese di 281 abitanti situato nel dipartimento della Yonne nella regione della Borgogna-Franca Contea.

## Società

### Evoluzione demografica
Abitanti censiti